# Venera 10
La Venera 10 (Венера-10), designada pel fabricant com 4V-1 No. 661, va ser una missió espacial no tripulada a Venus de l'antiga URSS. Estava formada per un orbitador i un mòdul d'aterratge. Va ser llançada el 14 de juny de 1975 a les 03:00:31 UTC, amb una massa de 5033 kg.

## Orbitador
L'orbitador va entrar a l'òrbita de Venus el 23 d'octubre de 1975. Com en l'anterior missió (Venera 9) la seva principal funció era de fer de repetidor de telecomunicacions del mòdul de descens, a la vegada que estudiar les capes altes de núvols i altres paràmetres de l'atmosfera de Venus. Els instruments i experiments que montava l'orbitador eren:
- Espectròmetre d'IR 1.6-2.8 μm
- Radiòmetre d'IR 8-28 μm
- Fotòmetre d'UV 352 nm
- 2 Fotopolarímetres (335-800 nm)
- Espectròmetre300-800 nm
- Espectròmetre Lyman-α H/D
- Radar bistatic de mapeig
- Radio ocultacions CM, DM
- Magnetòmetre Triaxial
- Càmera d'UV 345-380 nm
- Càmera 355-445 nm
- 6 Analitzadors electroestàtics
- 2 Trampes d'ions
- Detector d'Alfa / Protóns de baixa energia
- Detector d'electróns de baixa energia
- 3 Comptadors de Semiconductor
- 2 Comptadors de "gas-discharge"
- Detector Cherenkov

L'orbitador consistia en un cilindre amb dos panells solars montats lateralment com ales i una antena parabòlica subjectada a la superfície corva. Un mòdul en forma de campana que contenia els sistemes de propulsió anava a la part d'abaix del cilindre, mentre que instal·lada a la part superior hi havia una esfera de 2.4 metres de diàmetre que contenia el mòdul d'aterratge.

## Mòdul d'aterratge / descens
El 23 d'octubre de 1975, aquest mòdul es va separar de l'orbitador, i l'aterratge amb el sol proper al zenit, es va produir a les 05:17 UT del 25 d'octubre.
En aquest cas, igual que en la missió anterior, també es va fer servir un sistema amb un fluid hidràulic per recircular el calor entre les diferents zones del vehicle. Aquest sistema, més el refredament previ a entrada a l'atmosfera, va permetre que el mòdul estés operatiu durant 65 min després d'aterrar. Durant el descens, la dissipació del calor i la deceleració van ser gestionades de manera seqüencial per les closques hemisfèriques protectores, tres paracaigudes, un fre aerodinàmic amb forma de disc i un coixí d'aterratge metàl·lic comprimible amb forma de dònut.

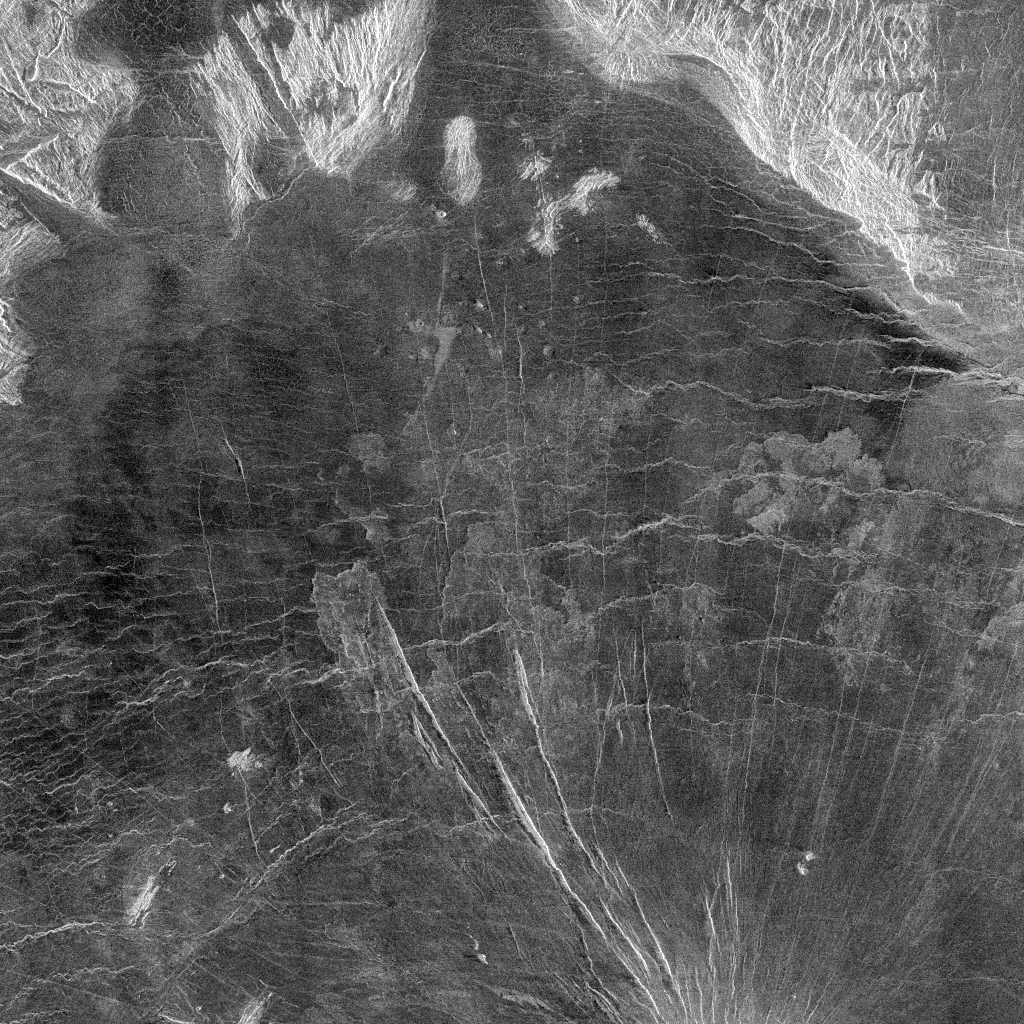
Zona d'aterratge de la Venera 10 fotografiada per l'orbitador Magellan.

 Va aterrar a només 2200 km de la Venera 9 (dins d'un radi de 150 km del punt 15°25′N 291°31′E15.42°N 291.51°E), tres dies després de l'aterratge de la primera sonda. La Venera 10 va mesurar un vent de superfície de 3.5 m/s. Altres mesures van incloure la pressió atmosfèrica a diverses alçades, la temperatura i el nivell de llum en superfície. La Venera 10 va ser la segona sonda en enviar imatges televisives en blanc i negres de la superfície de Venus (després que Venera 9). A les fotos trameses per la Venera 10 es veuen roques de lava aplanades amb lava o altres roques erosionades pel mig. La planejada panoràmica de 360 graus tampoc es va poder realitzar perquè, igual que va passar amb la Venera 9, una de les 2 tapes que protegien els objectius de les càmeres va fallar en la seva apertura. Això va limitar les fotos a 180 graus.
La càrrega útil del mòdul de descens contenia:
- Sensors de temperatura i de pressió
- Acceleròmetre
- Fotòmetre / d'IR visible - IOV-75
- Nefelòmetres - MNV-75
- Espectrometre de masses P-11 - MAV-75
- Telefotòmetres panoràmics(2, amb llums)
- Anemòmetre - ISV-75
- Espectròmetre de raig gamma - GS-12V
- Densitòmetre de raig gamma - RP-75
- Experiment de Radio Doppler